# NGC 4129
NGC 4129 (другие обозначения — NGC 4130, MCG −1-31-6, IRAS12063-0845, PGC 38580) — галактика в созвездии Дева.
Этот объект занесён в новый общий каталог несколько раз, с обозначениями NGC 4129, NGC 4130.
Этот объект входит в число перечисленных в оригинальной редакции «Нового общего каталога».
В галактике вспыхнула сверхновая SN 2002E типа II, её пиковая видимая звездная величина составила 16,8.
В галактике вспыхнула сверхновая SN 1954aa. Её пиковая видимая звёздная величина составила 19,9.